# Olexandr Scheweljow
Olexandr Anatolijowytsch Scheweljow (ukrainisch Олександр Анатолійович Шевелев; * 2. Dezember 1987 in Saporischschja) ist ein ukrainischer Handballspieler.

## Karriere
Der 1,98 Meter große und 119 Kilogramm schwere Kreisläufer stand von 2004 bis 2010 bei HK Portowyk Juschni unter Vertrag und gewann 2006 die ukrainische Meisterschaft. Anschließend wechselte er zu Zarya-Kaspiya Astrachan. Bereits im Januar 2011 verließ er den russischen Verein und unterschrieb beim spanischen Spitzenklub BM Ciudad Real einen Vertrag bis Saisonende. Mit Ciudad Real gewann er die Copa del Rey de Balonmano und erreichte das Finale in der EHF Champions League 2010/11. Im Sommer 2011 verpflichtete ihn der dänische Verein Aalborg Håndbold. In der Saison 2012/13 spielte er für HC Dinamo Minsk, mit dem er 2013 die belarussische Meisterschaft und den Pokal gewann. Seit 2013 läuft er in seiner Heimatstadt für HK Motor Saporischschja auf, mit dem er 2014 die Meisterschaft gewann.
Olexandr Scheweljow erzielte in 45 Länderspielen für die ukrainische Nationalmannschaft 98 Tore (Stand: Januar 2020). Er spielte auch bei der Europameisterschaft 2010.